# Мониторинг судебных процессов
Мониторинг судебных процессов — это форма правозащитной деятельности, которая заключается в наблюдении за судебными процессами и другими аспектами работы судов с целью выявления нарушений права на справедливое судебное разбирательство. 

## Понятие мониторинга
Мониторинг является инструментом правозащитной работы, необходимым для достижения изменений в жизни общества правовым ненасильственным путем. Цель мониторинга судебных процессов – сбор информации о нарушении права на справедливое судебное разбирательство. Анализ собранных данных позволяет выявить системные проблемы, которые приводят к нарушениям права на справедливый суд. В результате формулируются рекомендации уполномоченным государственным органам, могут проводиться общественные кампании для привлечения внимания общества и государственных органов к проблемам в судебной системе. Задачей судебного мониторинга не является непосредственное устранение недостатков системы государственных органов, но беспристрастное наблюдение и фиксация происходящего в судебном заседании и содействие выполнению рекомендаций.

## Роль ОБСЕ в становлении практики мониторинга
В становлении судебного мониторинга как института защиты прав человека большую роль сыграла Организация по безопасности и сотрудничеству в Европе (ОБСЕ). В 1990 году подписан Документ Копенгагенского совещания Конференции по человеческому измерению ОБСЕ. Этот документ заложил основу международного наблюдения на выборах и положил начало наблюдению на национальных выборах. Еще одним видом наблюдения в Документе Копенгагенского совещания названо наблюдение в судах. Присутствие наблюдателей в суде направлено на укрепление доверия к судебной системе и помогает оценить соблюдение права на справедливый суд. С 1990 года судебный мониторинг стал частью деятельности ОБСЕ, и она помогает странам-участницам проводить законодательные реформы, в том числе – судебной системы. Также ОБСЕ публикует руководства по судебному мониторингу в общем и по мониторингу отдельных видов судопроизводства.
Мониторингом занимаются Бюро ОБСЕ по демократическим институтам и правам человека (БДИПЧ) и миссии ОБСЕ в разных странах БДИПЧ и миссии ОБСЕ проводят мониторинг по приглашению правительства страны. Наблюдатели ОБСЕ, как правило, помимо беспрепятственного доступа в судебное заседание получают доступ к материалам дела, разрешение на интервью с участниками дел, в некоторых случаях они могут присутствовать на закрытых от публики судебных заседаниях.

## Примеры судебного мониторинга ОБСЕ
Мониторинг судебных процессов используется для проверки работы новых законов, в частности процессуальных кодексов, и новых судов.
В Боснии и Герцеговине Миссия ОБСЕ начала мониторинг в 2004 году после судебной реформы. Судьи, прокуроры и адвокаты не были готовы к быстрым и серьезным изменениям в судебной системе. Миссия ОБСЕ в сотрудничестве с судами Боснии и Герцеговины оценила, как применяется новый уголовно-процессуальный кодекс и соблюдаются ли гарантии права на справедливый суд. В приоритете находились дела по военным преступлениям и по торговле людьми. Предметом мониторинга может быть конкретный судебный процесс. Например, ОБСЕ проводила мониторинг дела в связи с событиями в Андижане, когда в результате чрезмерного применения силы сотрудниками правоохранительных органов погибли несколько сотен мирных жителей. Подсудимыми стали не полицейские, а демонстранты, которых обвинили в участии в террористической организации и попытке совершить государственный переворот. Узбекистан поздно согласовал мониторинг, и наблюдатели не смогли присутствовать в суде с самого начала, не получили полный доступ к материалам дела и не смогли пообщаться с обвиняемыми. В результате они не смогли сделать точный вывод о том, были ли признательные показания даны под давлением. В отчете о мониторинге указано, что показания обвиняемых в ходе слушания были «произнесены так, что казалось, будто подсудимые говорят в неестественной для них манере». Также наблюдатели не смогли оценить соблюдение права на профессиональную юридическую помощь: государственные защитники не приводили аргументов в противовес позиции обвинения. В заключении указано, что «возникает определенная обеспокоенность в отношении вероятного нарушения [права на справедливое судебное разбирательство]». Узбекистан негативно оценил данные выводы, указав на строгое соблюдение всех стандартов справедливого суда и отдельно отметив, что мнение международного сообщества относительно неблаговидного поведения властей во время беспорядков в Андижане неверно.

## Проведение мониторинга международными организациями
Международные организации тоже занимаются мониторингом.
В июле 2016 года представители Комитета адвокатов по правам человека Англии и Уэльса наблюдали заседания по делам, начатым в связи с неудавшимся военным переворотом  в Турции. В 2017 году был опубликован отчет о мониторинге судебного разбирательства дела Алтан и другие против Турции, где подсудимыми были семеро журналистов. В отчете указано, что непрекращающееся в течение года состояние чрезвычайного положения косвенно свидетельствует о недобросовестных намерениях властей: они используют его для ограничения прав и свобод человека и подавления оппозиции. Об этом свидетельствует огромное количество задержанных в связи с попыткой переворота.  В отчете выделен ряд нарушений права на справедливый суд, которые подтвердились в ходе наблюдения за рассмотрением дела в апелляции.
В феврале 2019 года в Испании начался процесс над 12 каталонскими чиновниками. В 2017 году в Каталонии прошел референдум о независимости, когда большинство проголосовавших высказалось за независимость. Однако Конституционный Суд Испании объявил референдум незаконным, а полиция и национальная гвардия вмешались, чтобы предотвратить голосование, применив по оценке Human Rights Watch и Amnesty International излишнюю силу. Задержанные обвинялись в мятеже и ненадлежащем расходовании бюджетных средств. Судебные заседания наблюдали международные эксперты и несколько организаций, в том числе Международная комиссия юристов. В отчетах о мониторинге указано, что определение мятежа слишком широко и нарушает свободы самовыражения и собраний. Сам процесс не вызвал серьезных нареканий, разбирательство шло на испанском языке, и для наблюдателей оборудовали комнату с видеотрансляцией и переводом.

## Международная Амнистия
Международная амнистия начала мониторинг судебных процессов в 1962 году с дела Нельсона Манделы. Когда его приговорили к пяти годам заключения, Амнистия признала Манделу узником совести. Во время заключения ему предъявили новое обвинение в саботаже и вооруженной борьбе против правительства, и в 1964 году признали виновным. В этом случае Амнистия не признала Манделу узником совести, так как он призывал к насильственным действиям.
Амнистия проводит два типа мониторинга: экспертный и мониторинг солидарности. Экспертный мониторинг проводят исследователи, которые не только посещают заседания, но и собирают дополнительную информацию из других источников (интервью участников дела, СМИ и др.) и публикуют отчеты, проводят кампании, например, с призывом освободить узников совести. Мониторинг солидарности, или статусное наблюдение, проводится в случаях, когда необоснованность предъявленного обвинения очевидна для Амнистии, и своим присутствием на заседаниях организация хочет привлечь к нему внимание и повлиять на власти, чтобы они прекратили дело. Например, статусное наблюдение проводилось в деле Оюба Титиева, главы представительства «Мемориала» в Грозном.

## Посещение судебных заседаний дипломатами
Мониторинг судебных процессов могут проводить также межправительственные международные организации, международные НКО и дипломаты. Евросоюз рекомендует сотрудникам посольств стран ЕС, помимо прочего, посещать суды над правозащитниками. Сотрудники посольств приходят на важные судебные заседания. Когда в  Петербурге в 2019 году рассматривалось дело по жалобе правозащитника на бездействие полиции по расследованию угроз, поступивших в его адрес в связи с профессиональной деятельностью, в качестве слушателей в суде присутствовали консулы Чехии и Германии, которые конспектировали происходящее.
Международная Амнистия выпустила специальное руководство для дипломатов по посещению судебных процессов над правозащитниками в России. В качестве успешного мониторинга подобных дел в нем приведены примеры процессов над Али Ферузом, Валентиной Череватенко и Ильдарома Дадиным Амнистия рекомендует дипломатическим миссиям после посещения заседания выпустить официальное заявление о недопустимости применения репрессивных законов и фальсификаций уголовных дел в отношении правозащитников.  “Молчаливое” присутствие дипломата в суде, по мнению Амнистии, может легитимизировать судебный процесс. Посещение  дипломатами судебных заседаний не является судебным мониторингом. Дипломаты не публикуют отчеты о мониторинге и ставят целью демонстрацию солидарности с преследуемым правозащитником и привлечь внимание к процессу.

## Судебный мониторинг в разных странах
Мониторинг судебных процессов проводят не только международные, но и национальные организации в разных странах. Например, Court Watch Polska проводит мониторинг в Польше, наблюдением занимаются жители, не юристы. Основная цель мониторинга – получить достоверные данные об оценке гражданами работы судов.

## Судебный мониторинг в России
Мониторинг судов и судебных процессов как вид правозащитной деятельности начался в России в 1960-е. Широкое внимание общественности к политически мотивированным процессам стало импульсом к фиксации происходящего в суде.
Одним из первых мониторингов в современной России  было обследование Басманного суда Москвы Центром содействия международной защите в 2003 году. Целью мониторинга была фиксация внешних проявлений судебной власти – проведен осмотр здания суда, залов судебных заседаний. В отчете мониторинга зафиксированы опоздания, участие защитников, нарушения процедуры и т.д.
В 2000 году в Казани Комитетом по защите прав человека Республики Татарстан проводился мониторинг районных судов. Его задачами были выявление условий работы судов, фиксация процессуальных ошибок, выявление влияния условий работы на качество рассмотрения дел, выявление условий осуществления гражданского контроля за соблюдением прав человека в гражданском судопроизводстве. Наблюдателями стали студенты и преподаватели Казанского государственного университета. Они проводили опрос судей, осмотр зданий, анкетирование защитников, мониторили СМИ и др. Большое внимание было уделено инфраструктуре микрорайона, в котором расположен суд, насколько он удобен для посетителей.
Адвокатская палата Санкт-Петербурга в 2014 году проводила мониторинг после многочисленных обращений адвокатов по поводу организации работы судов. В отчете содержится оценка работы судов с точки зрения адвокатов, которые обладают особым статусом. Были зафиксированы ограничения в отдельных судах, связанные с проходом в здание, возможностью ознакомления с материалами дела, отсутствие помещений для адвокатов и системы извещений о готовности копий процессуальных документов.
Общественная организация «Христиане против пыток и детского рабства» проводила исследование условий работы районных судов Ростовской области. Мониторинг затрагивал только инфраструктуру суда: техническое состояние зданий, наличие необходимых помещений, условия профессиональной деятельности, влияние указанных факторов на соблюдение прав человека. Наблюдатели заполняли карту наблюдения суда и карту наблюдения зала заседания и проводили анкетирование сотрудников суда и его посетителей. В качестве стандарта учитывались не только международные документы в области прав человека, но и ведомственные документы по проектированию зданий судов.
Общественное движение ОГОН проводит мониторинг зданий судов в рамках проекта «Суд глазами граждан». Наблюдатели присутствовали на заседаниях по так называемому Болотному делу, отчет по которому был подготовлен в рамках проекта Харьковской областной организации «Общественная Альтернатива» в партнерстве с Международным Молодежным Правозащитным Движением и ОГОН при экспертной поддержке Международной Платформы «Гражданская Солидарность». В отчет вошли результаты мониторинга уголовных дел против участников «Марша миллионов» 6 мая 2012 года. Наблюдатели отметили обвинительный уклон суда и другие нарушения права на справедливый суд, а также жестокое обращение с обвиняемыми во время содержания их под стражей.
Общественная организация “Гражданский контроль” проводит и мониторинг инфраструктуры, и мониторинг судебных процессов. В 2015-2016 гг. проведен мониторинг сайтов суда и степени информированности граждан о работе судов. В 2019 году – мониторинг доступности зданий судов Санкт-Петербурга, в котором участвовали наблюдатели из числа людей с инвалидностью.